# 슬로바키아의 유로 주화
슬로바키아의 유로 주화는 세 가지 종류의 디자인을 사용하고 있다. 슬로바키아 국립은행은 2005년 12월 20일에 주화 디자인을 공개했다.
1, 2, 5유로센트 주화는 드라호미르 조베크(슬로바키아어: Drahomír Zobek), 10, 20, 50유로센트 주화는 얀 체르나이(슬로바키아어: Ján Černaj)와 파볼 카롤리(슬로바키아어: Pavol Károly), 1, 2유로 주화는 이반 르제하크(슬로바키아어: Ivan Řehák)가 디자인했다.

## 슬로바키아의 유로 주화 디자인
| € 0.01                | € 0.02 | € 0.05                               |
| --------------------- | ------ | ------------------------------------ |
|                       |        |                                      |
| 타트리산맥의 크리반봉 |        |                                      |
| € 0.10                | € 0.20 | € 0.50                               |
|                       |        |                                      |
| 브라티슬라바성        |        |                                      |
| € 1.00                | € 2.00 | € 2 주화 모서리                      |
|                       |        | SLOVENSKÁ REPUBLIKA와 별 2개, 잎 1개 |
| 슬로바키아의 국장     |        |                                      |